# Congolius robustus
Espèce
Statut de conservation UICN

 DD  : Données insuffisantes
Congolius robustus est une espèce d'amphibiens de la famille des Hyperoliidae. C'est le seule espèce du genre Congolius.

## Répartition
Cette espèce de la République démocratique du Congo. Elle se rencontre dans deux localités dans le bassin du Congo :
- à Gembe dans la province de Sankuru ;
- à Monkoto à proximité du parc national de la Salonga dans la province de Tshuapa.

## Description
Les mâles mesurent de 30 à 37 mm et les femelles de 34 à 37 mm.

## Publication originale
- Laurent, 1979 : Description de deux Hyperolius nouveaux du Sankuru (Zaïre) (Amphibia, Hyperoliidae). Revue de Zoologie et de Botanique Africaines, Tervuren, vol. 93, p. 779-791.